# Solar Dynamics Observatory

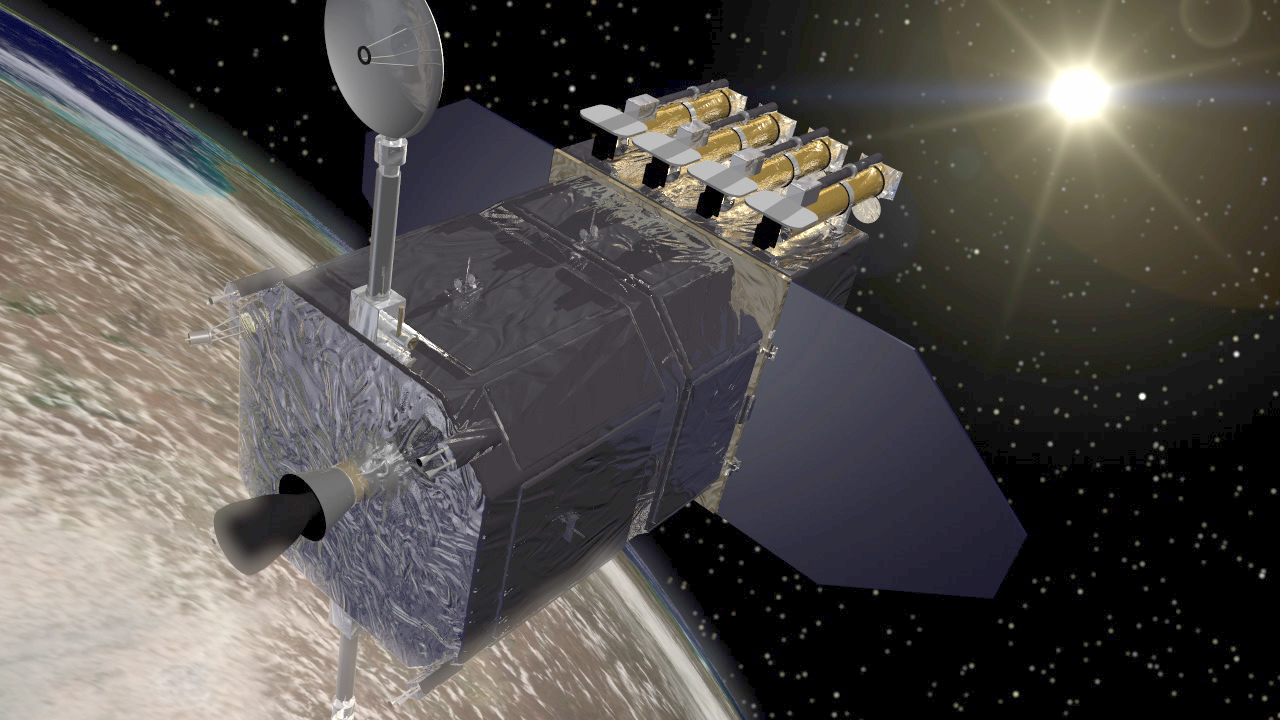
Computerafbeelding van de Solar Dynamicx Observatory

De Solar Dynamics Observatory (SDO) is een ruimtesonde van NASA, waarmee sinds 2010 de zon wordt bestudeerd. De satelliet werd op 11 februari 2010 gelanceerd. De missie maakt deel uit van het Living With a Star (LWS) programma.
Het doel van de SDO is om meer te weten te komen over de invloed van de zon op de aarde en de ruimte om de aarde. Zo onderzoekt SDO hoe het magnetisch veld van de zon ontstaat en zijn vorm krijgt, hoe deze magnetische energie wordt omgezet en losgelaten in de heliosfeer en ruimte in de vorm van zonnewind, en variaties in het zonlicht.

## Algemeen

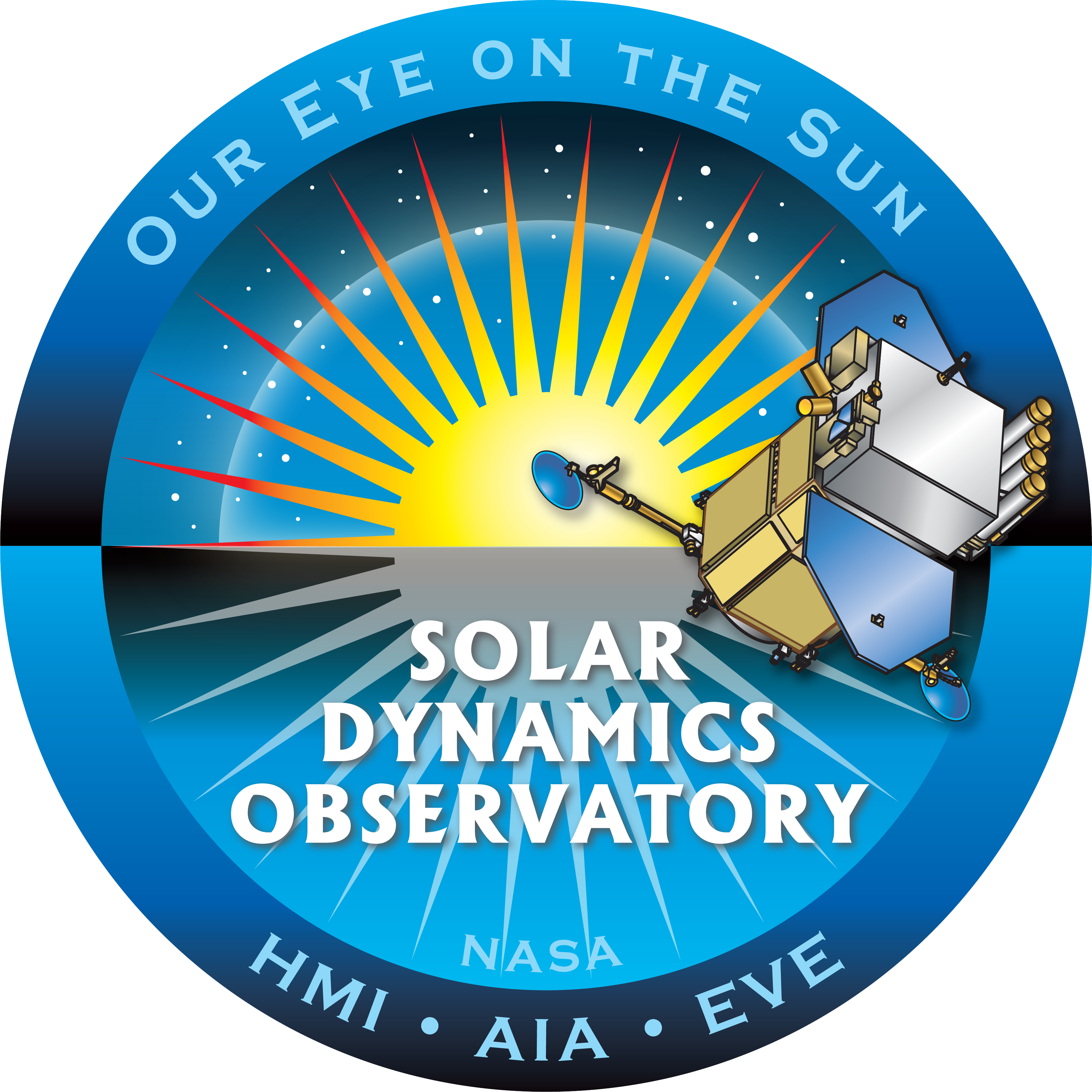
Het symbool van de SDO.

De SDO werd gebouwd en getest in NASA’s Goddard Space Flight Center in Greenbelt, Maryland. De missie van de SDO moet in principe vijf jaar en drie maanden gaan duren, met eventuele verlenging naar 10 jaar. SDO wordt door sommigen gezien als opvolger van de SOHO.
SDO heeft twee zonnepanelen en twee antennes. SDO kan wetenschappelijke data doorsturen naar de aarde via zijn twee soorten antennes, via de zogenaamde k-band en s-band.
De sonde bevat drie instrumenten:
De Extreme Ultraviolet Variability Experiment (EVE)Gebouwd in samenwerking met het Laboratory for Atmospheric and Space Physics (onderdeel van de Universiteit van Colorado te Boulder). Hiermee wordt de extreme ultraviolette straling van de zon gemeten. Doel is een verband te onderzoeken tussen veranderingen in deze straling en veranderingen in het magnetisme van de zon.
De Helioseismic and Magnetic Imager (HMI)Gebouwd in samenwerking met de Stanford-universiteit. Hiermee wordt het binnenwerk van de zon onderzocht om inzicht te verkrijgen in de connectie tussen natuurkundige processen in de zon en magnetische activiteit aan de oppervlakte van de zon.
De Atmospheric Imaging Assembly (AIA)Gebouwd in samenwerking met het Lockheed Martin Solar & Astrophysics Laboratory. Hiermee wordt door middel van vier telescopen de zon op verschillende ultraviolette en extreem ultraviolette niveaus bekeken.
Data verzameld door de SDO zal zo spoedig mogelijk bekend worden gemaakt.

## Lancering

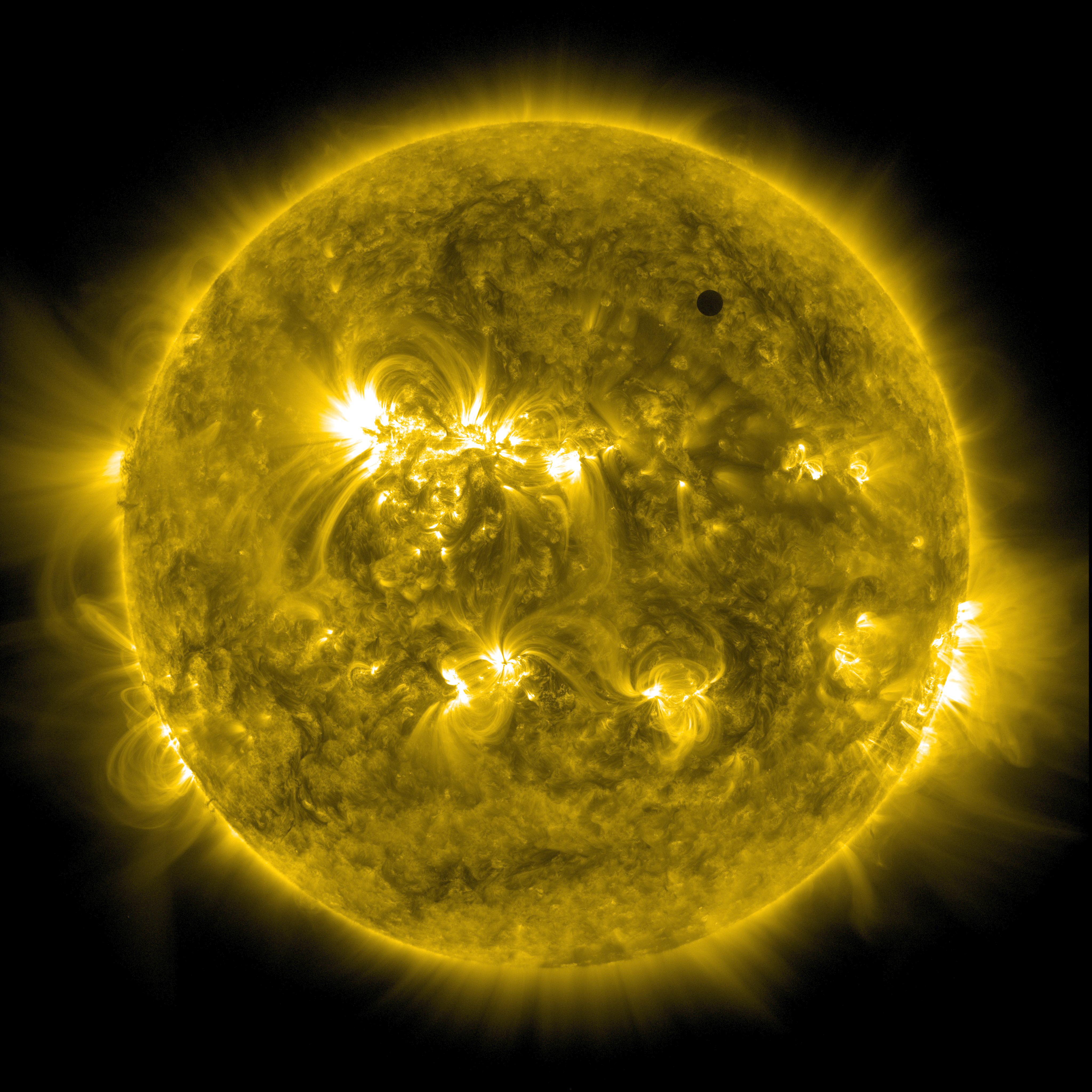
Venusovergang gemeten door SDO bij 17,1 nm

De lancering van de SDO vond plaats vanaf Cape Canaveral Air Force Station. De lancering stond gepland voor 10 februari, maar harde wind gooide toen roet in het eten. Een dag later vond de lancering met succes plaats.
De SDO werd met behulp van een Atlas V-401 raket in een baan rond de aarde gebracht. Na lancering cirkelde SDO rond de aarde met een perifocus van 2500 kilometer. Van daaruit werd de SDO naar zijn vereiste baan op een hoogte van 36000 kilometer gebracht.